# Primera División (1939/1940)
Primera División 1939/1940 był dziewiątym sezonem rozgrywek w najwyższej klasie rozgrywkowej w Hiszpanii. Trwał on od 3 grudnia 1939 do 28 kwietnia 1940. W sezonie uczestniczyło 12 drużyn. Mistrzem kraju został Atlético Madryt, a spadkowiczami zostali Real Betis i Racing Santander.

## Tabela

### Legenda
| Legenda do tabeli              |
| Mistrz                         |
| Zdobywca Copa del Rey          |
| Spadkowicz do Segunda División |

### Tabela po zakończeniu sezonu
| Miejsce | Klub               | Kolejka | Wygranych | Remisów | Przegranych | Gole strzelone | Gole stracone | Różnica | Punkty |
| ------- | ------------------ | ------- | --------- | ------- | ----------- | -------------- | ------------- | ------- | ------ |
| 1       | Atlético Madryt    | 22      | 14        | 1       | 7           | 43             | 29            | 14      | 29     |
| 2       | Sevilla FC         | 22      | 11        | 6       | 5           | 60             | 44            | 26      | 28     |
| 3       | Athletic Bilbao    | 22      | 11        | 4       | 7           | 57             | 44            | 13      | 26     |
| 4       | Real Madryt        | 22      | 12        | 1       | 9           | 47             | 35            | 12      | 25     |
| 5       | Espanyol Barcelona | 22      | 11        | 2       | 9           | 43             | 43            | 0       | 24     |
| 6       | Hércules CF        | 22      | 9         | 5       | 8           | 41             | 34            | 7       | 23     |
| 7       | Real Saragossa     | 22      | 7         | 7       | 8           | 30             | 40            | -10     | 21     |
| 8       | Valencia CF        | 22      | 9         | 3       | 10          | 40             | 36            | 4       | 21     |
| 9       | FC Barcelona       | 22      | 8         | 3       | 11          | 32             | 38            | -6      | 19     |
| 10      | Celta Vigo         | 22      | 9         | 1       | 12          | 45             | 50            | -5      | 19     |
| 11      | Real Betis         | 22      | 6         | 4       | 12          | 26             | 51            | -25     | 16     |
| 12      | Racing Santander   | 22      | 6         | 1       | 15          | 37             | 57            | -20     | 13     |

## Objaśnienia
- Atlético Madryt - mistrz.

### Spadek doSegunda División
- 11. - Real Betis
- 12. - Racing Santander

### Awans doPrimera División
- Real Murcia

### ZdobywcaTrofeo Pichichi
- Víctor Unamuno - Athletic Bilbao - 26 goli.